# Хау, Джозеф
Джозеф Хау, или Хоу (англ. Joseph Howe; 13 декабря 1804, Галифакс, Новая Шотландия — 1 июня 1873, там же), — журналист, издатель и государственный деятель Новой Шотландии. Издавал влиятельную газету Nova Scotian, в колониальной политике занимал консервативно-реформистские позиции, выступая за введение ответственного правительства, а позже против объединения североамериканских провинций Великобритании в доминион Канада. Занимал посты спикера Палаты собрания, провинциального секретаря, премьера и лейтенант-губернатора Новой Шотландии, а также федерального министра Канады по делам провинций.

## Молодые годы и начало журналистской деятельности
Джозеф Хау родился в 1804 году в Галифаксе в семье Джона Хау и Мэри Идс. Его отец, королевский типограф и на определённом этапе генерал-почтмейстер провинции Новая Шотландия, был убеждённым лоялистом; мать Джозефа, дочь капитана Идса, была второй женой Джона.
Джозеф не получил формального образования и получал знания самостоятельно, будучи страстным любителем чтения. В 13 лет он помогал отцу в его работе типографа и почтмейстера, но после того, как эти должности перешли к его старшему единокровному брату, вынужден был искать другие средства заработка. С 14 лет он работал наборщиком в издании Halifax Gazette.
В 1827 году Хау на паях со своим товарищем Джеймсом Спайком стал владельцем ещё одной издававшейся в Новой Шотландии газеты — Halifax Weekly Chronicle. Они поменяли название газеты на Acadian, но уже в том же году Хау продал Спайку свою половину акций газеты и на следующий год приобрёл за 1050 фунтов в полную собственность издание Novascotian, к этому моменту существовавшее только три года. В своей новой газете Хау стал не только издателем, но и ведущим автором материалов, публикуя репортажи из местной Палаты собрания и из залов суда. Согласно Канадскому биографическому словарю, с каждой парламентской сессии в первые годы своей журналистской карьеры Хау публиковал от 150 до 200 отчётов. В дни парламентских каникул он много путешествовал по Новой Шотландии. Его путевые заметки «Западная болтовня» (англ. Western Rambles) и «Восточная болтовня» (англ. Eastern Rambles) были опубликованы в Novascotian в июле-октябре 1828 года и с декабря 1829 по август 1831 года. В своей газете Хау также время от времени публиковал стихи собственного сочинения (вышедшие в виде сборника через год после его смерти). Другим важным автором Novascotian был писатель Томас Чэндлер Хэлибёртон, работавший под псевдонимом «Сэм Слик», чью «Историю Новой Шотландии» Хау издал за свой счёт.
В феврале 1828 года Хау женился на Кэтрин Сьюзен Энн Макнаб. В последующие 20 лет в этом браке родились 10 детей. Только пятеро из них, однако, дожили до совершеннолетия и ни один не приобрёл отцовской известности.

## Приход в политику
Первоначально политические взгляды Хау могли быть определены как умеренный торизм. Он с подозрением относился к политическим партиям, подозревая, что они преследуют интересы, отличные от интересов общества, и заявлял, что готов принадлежать только к «партии Новой Шотландии». Однако откровенно корыстные действия членов исполнительного совета Новой Шотландии в 1832—1834 годах превратили его в деятельного критика исполнительного совета и законодательного собрания. В 1835 году Хау опубликовал в своей газете письмо, обвиняющее полицию и мировой суд Галифакса в том, что за предшествующие 30 лет они присвоили не менее 30 тысяч фунтов. В результате он предстал перед судом по обвинению в клевете, сам выступил в свою защиту с речью, длившейся 6,5 часа и был оправдан. Этот эпизод снискал Хау славу выдающегося оратора и мгновенную популярность у публики.
Несмотря на возражения Хэлибёртона, опасавшегося, что Novascotian начнут воспринимать как партийную газету, Хау решил баллотироваться в Палату собрания. Он принял участие во всеобщих выборах 1836 года в избирательном округе Галифакса и одержал победу. Вскоре после этого он внёс в парламенте законопроект о введении в Новой Шотландии ответственного правительства (Канадский биографический словарь уточняет, что программа Хау была скромнее аналогичной программы Роберта Болдуина в Верхней Канаде и что он настаивал лишь на том, чтобы законодательный совет был избираемым, в надежде, что это будет достаточным противовесом для назначаемого из Лондона лейтенант-губернатора). Он также начал кампанию за предоставление городам в британских колониях муниципального самоуправления.
Вскоре после этого новый генерал-губернатор британских колоний в Америке лорд Дарем включил в свой отчёт британскому правительству рекомендацию о введении в колониях ответственного правительства, и Хау скорректировал свою программу в соответствии с этими рекомендациями. Он продолжал свою деятельность как независимый депутат, хотя по многим пунктам его программа совпадала с позициями реформистской партии, в это время имевшей большинство в Палате собрания. Личные отношения Хау с членами реформистской фракции оставались напряжёнными, вплоть до дуэли с одним из них в марте 1840 года.

## Участие в коалиционном кабинете и первое ответственное правительство
В 1840 году Хау присоединился к направленной в Лондон петиции об отзыве лейтенант-губернатора Колина Кэмпбелла. Результатом стал визит в Новую Шотландию генерал-губернатора Чарльза Пулетта Томсона, который в октябре того же года ввёл Хау, наряду с тори Джеймсом Джонстоном, в исполнительный совет. В рамках сложившейся коалиции Хау стал спикером Палаты собрания (в конце осени 1840 или в 1841 году), а в 1842 году возглавил акцизное ведомство Галифакса. К концу 1841 года он решил полностью посвятить себя политике и продал свою газету.
Хотя Хау сотрудничал в рамках коалиции с более консервативными политиками, расхождения во взглядах создавали сложности. После того, как в 1841 году консерваторы получили большинство в Палате общин Великобритании, новый лейтенант-губернатор лорд Фолкленд теснее сотрудничал с консервативными членами совета, чем с реформистом Хау, терявшим влияние на провинциальную политику. После того, как Фолкленд в декабре 1843 года ввёл в совет ещё одного консерватора, Хау и ещё двое реформистов подали в отставку.
Следующие несколько лет Хау посвятил восстановлению и реорганизации реформистской партии, став её фактическим лидером и идеологом. С мая 1844 по апрель 1846 года он занимал пост редактора одновременно двух газет — Novascotian и Morning Chronicle. На выборы в августе 1847 года реформисты шли, по сути, с единственным пунктом программы — введение ответственного правительства — и получили в Палате собрания небольшое, но устойчивое большинство. В январе 1848 года консервативный кабинет пал в результате вотума недоверия, и через несколько дней был сформирован реформистский исполнительный совет — первое в истории британских колоний ответственное правительство. Его официальным лидером стал Джеймс Бойл Юниак, поскольку Хау за время кампании успел окончательно испортить отношения с лордом Фолклендом и навредить своей репутации умеренного политика в Англии. Тем не менее он занял в кабинете важный пост провинциального секретаря и в этом качестве оказывал большое влияние на нового лейтенант-губернатора Джона Харви.

## Железнодорожный проект и конфессиональный конфликт
В марте 1850 года Хау выступил с проектом постройки железной дороги в Новой Шотландии, которая соединила бы Галифакс с Квебеком в Восточной Канаде и Портлендом в штате Мэн. Он попытался получить финансовую поддержку в метрополии, но эта инициатива к концу 1851 года окончилась неудачей. После этого Хау задался целью получить правительственное финансирование железнодорожного проекта в самой Новой Шотландии. В 1854 году законопроект о постройке железной дороги за государственный счёт был принят, и вскоре Хау ушёл с поста провинциального секретаря, чтобы возглавить совет директоров новой компании.
Помимо железнодорожного проекта, Хау развернул активную деятельность в поддержку британских войск в Крыму и в 1855 году предпринял поездку в США с целью вербовки волонтёров для участия в Крымской кампании. В результате он уделил недостаточно внимания выборам в Новой Шотландии и в мае 1855 года потерпел поражение в избирательном округе Камберленд от Чарльза Таппера. Столкнувшись с оппозицией Крымской войне среди католиков Новой Шотландии, в особенности ирландцев, Хау принял сторону протестантов в местном конфессиональном противостоянии. В результате не только он сам, но и вся либеральная фракция потеряла поддержку католической части населения — не только ирландцев, но и шотландцев и акадийцев. В феврале 1856 депутаты-либералы в Палате собрания поддержали консерваторов, положив конец правлению реформистов; сам Хау был вынужден оставить пост председателя правления железнодорожной компании. Напряжённость между католиками и протестантами сохранилась вплоть до выборов 1859 года, хотя Хау, убеждённый сторонник полного равноправия для граждан-католиков, достаточно быстро вышел из числа участников конфликта.

## На посту премьера
В мае 1859 года Хау снова выиграл выборы в округе Камберленд, вернувшись в парламент. В целом реформисты получили в палате на три места больше, чем их соперники, и в феврале 1860 года был сформирован новый кабинет под председательством Уильяма Янга, где Хау вновь занял пост провинциального секретаря. Уже в августе, однако, Янг, назначенный председателем верховного суда, оставил правительство, и Хау наконец официально стал премьером.
Годы премьерства Хау были ознаменованы постоянной борьбой с сильной оппозицией во главе с Таппером. Остроту противостояния усугубляла убеждённость консервативной части общества в том, что либералы выиграли выборы 1859 года с нарушениями закона (часть их депутатов к моменту избрания, согласно обвинениям, занимала государственные должности, что было запрещено). В 1862 году потерпел крах проект межпровинциальной железной дороги, бывший детищем Хау — это произошло из-за политических пертурбаций в провинции Канада. В декабре 1862 года Хау был назначен имперским комиссаром рыбных промыслов — эта должность была учреждена в рамках договора 1854 года о свободной торговле с США и была достаточно рутинной, но для Хау представляла возможность отдыха от политики. Кроме того, это был пост национального уровня, чего Хау безуспешно добивался с середины 1850-х годов как жеста признания роли представителей колоний в имперской политике. На выборах 1863 года реформисты в Новой Шотландии потерпели общее поражение, а лично Хау, с неохотой принявший в них участие, проиграл их в округе Луненберг.

## Борьба против Канадской конфедерации
В 1864 году Хау, всё ещё занимавший пост комиссара по рыбным промыслам, отклонил предложение ставшего премьером Таппера принять участие в Шарлоттаунской конференции, где предполагалось рассмотреть вопрос об объединении Атлантических провинций Британской Америки. В его отсутствие на этой конференции и последовавшей за ней Квебекской были намечены контуры общего объединения провинций с Канадой. Хау был в числе политиков Новой Шотландии, решительно выступивших против такого шага; будучи государственным служащим, он поначалу выражал эту позицию анонимно в серии статей в Morning Chronicle, опубликованных с января по март 1865 года.
В 1866 году участие Хау в оппозиции проекту объединения с Канадой стало более активным. Ради этого он отклонил предложение занять хорошо оплачиваемый пост редактора газеты New York Albion. Опасения Хау были связаны с неравным весом в планируемом союзе Канады и Атлантических провинций, включая Новую Шотландию. Он предсказывал, что увеличение таможенных тарифов (у Канады, в отличие от Новой Шотландии, не было договора о свободной торговле с США) будет губительным для экономики провинции. Кроме того, суверенитет американских колоний противоречил его идеям о расширении роли колониальных деятелей в политике Британской империи. Наконец, Хау категорически осуждал тот факт, что решение об объединении было принято кабинетом Таппера без прямого одобрения избирателями.
На протяжении 1866 и 1867 годов Хау предпринимал максимум усилий, чтобы предотвратить подписание союзного договора. Он вёл агитацию против конфедерации как в самой Новой Шотландии, так и в Англии. Несмотря на это, договор был подписан, Новая Шотландия стала частью доминиона Канада, но результатом кампании Хау стала убедительная победа противников конфедерации на выборах в провинции в сентябре 1867 года. Сторонникам конфедерации на этих выборах удалось провести в две палаты провинциального парламента в общей сложности трёх кандидатов. С февраля по июль 1868 года Хау в качестве главы делегации от Новой Шотландии пребывал в Лондоне, пытаясь убедить власти метрополии аннулировать учреждавший доминион Канада Акт о Британской Северной Америке. Однако ему удалось добиться лишь ряда финансовых уступок его провинции в вопросах налогообложения, торговли и прав на рыбную ловлю. Во второй половине 1868 года Хау приходилось уже удерживать наиболее радикальных из своих единомышленников от призывов к восстанию и присоединению к США.

## Последние годы жизни
В январе 1869 года Хау, его коллега по провинциальному парламенту Арчибальд Маклелан и федеральный министр финансов Джон Роуз достигли соглашения об улучшении условий пребывания Новой Шотландии в составе Канады. В конце того же месяца Хау вошёл в состав правительственного кабинета Канады как председатель Тайного совета королевы. Той же зимой он участвовал в довыборах в федеральный парламент от округа Хантс. Ему удалось победить, но ожесточённая борьба отрицательно сказалась на его здоровье.
В ноябре 1869 года Хау был назначен государственным секретарём Канады по делам провинций. В этом качестве он, среди прочего, отвечал за вхождение в состав Канады Манитобы. Личная поездка в Ред-Ривер в связи с этим процессом подорвала его здоровье ещё сильнее. Разочарование Хау в британской политике достигло апогея в 1871 году, когда метрополия продемонстрировала небрежение канадскими интересами при подготовке Вашингтонского договора. Его резкая критика политики метрополии вызвала неудовольствие премьер-министра Макдональда.
В мае 1873 года Хау занял пост лейтенант-губернатора Новой Шотландии. Его пребывание в этой должности, однако, оказалось коротким: менее чем через три недели, 1 июня 1873 года, он скончался в здании правительства Новой Шотландии. Похоронен на кладбище Камп-Хилл в Галифаксе; в 1890 году рядом с ним была похоронена его жена Кэтрин. В 1983 году Джозеф Хоу был включён в список лиц национального исторического значения Канады.